# M47 Dragon
M47 Dragon (ranije FGM-77), američki protuoklopni vođeni raketni sustav razvijen tijekom 1960-ih. U trenutku kad je ušao u operativnu uporabu, Dragon se mogao uspješno nositi sa svim tadašnjim sovjetskim tenkovima osim T-72. Iako je cijeli sustav pokazivao mogućnosti modernizacije i povećanja učinkovitosti, američka je vojska procijenila da Dragon nije pogodan za skupa ulaganja u modernizaciju te da je puno isplativije investirati u potpuno novi sustav. Rezultat toga bio je FGM-148 Javelin.
Najveće zamjerke Dragonu došle su zbog velikog plamena koji je izazivao njegov startni raketni motor a koji su suvremeni termovizijski ciljnici na tenkovima mogli lako otkriti. Uz to kombinacija male brzine leta projektila, mali maksimalni domet i potreba da operater prati cilj sve do trenutka udara projektila u njega učinili su Dragon sustavom opasnim za uporabu na suvremenoj bojišnici.